# 4x4=12
4×4=12 (čtyři krát čtyři rovná se dvanáct) je páté album kanadského elektronického muzikanta Deadmau5e.

## Seznam skladeb
| Pořadí         | Název                                          | Délka |
| -------------- | ---------------------------------------------- | ----- |
| 1.             | Some Chords                                    | 7:26  |
| 2.             | Sofi Needs a Ladder (feat. SOFI)               | 6:41  |
| 3.             | A City in Florida                              | 5:40  |
| 4.             | Bad Selection                                  | 5:33  |
| 5.             | Animal Rights (s Wolfgangem Gartnerem)         | 6:15  |
| 6.             | I Said (Michael Woods Remix) (s Chrisem Lakem) | 7:06  |
| 7.             | Cthulhu Sleeps                                 | 10:34 |
| 8.             | Right This Second                              | 7:50  |
| 9.             | Raise Your Weapon (feat. Greta Svabo Bech)     | 8:23  |
| 10.            | One Trick Pony (feat. SOFI)                    | 3:59  |
| 11.            | Everything Before                              | 6:36  |
| Celková délka: | Celková délka:                                 | 69:49 |